# Fernando Pedroza

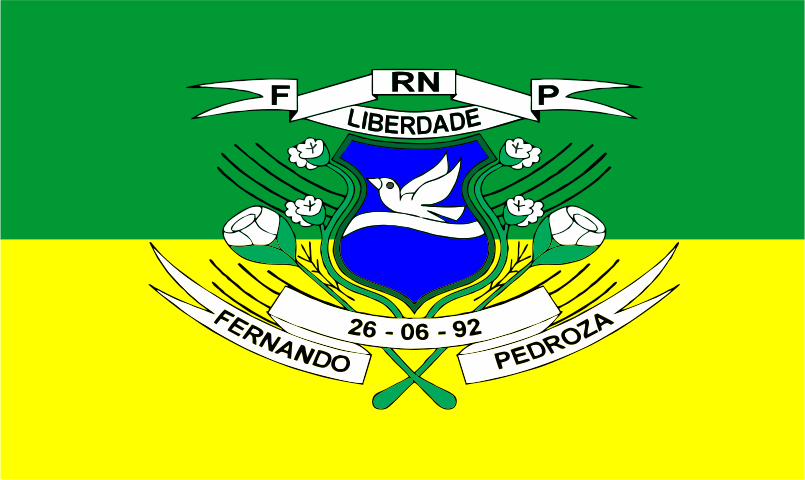
Drapeau.

Fernando Pedroza est une municipalité brésilienne située dans l'État du Rio Grande do Norte.